# استان کووا–تاپاکیته–تالپبارو
کووا-تاپاکیته-تالپبارو (به لاتین: Couva-Tabaquite-Talparo Regional Corporation) یک استان در ترینیداد و توباگو است. کووا-تاپاکیته-تالپبارو ۷۱۹٫۶۴ کیلومتر مربع مساحت و ۱۶۲٬۷۷۹ نفر جمعیت دارد.